# Hallelujah, I Love Her So
«Hallelujah, I Love Her So» («Аллилуйя, я так люблю её») — песня в стиле ритм-н-блюз, написанная и впервые исполненная американским музыкантом Рэем Чарльзом. Песня была опубликована в 1956 году в виде одноимённого сингла (с песней «What Would I Do Without You» на стороне «Б»); позднее она вошла также в альбом Ray Charles (1957 год). Песня достигла пятой позиции в чарте Rhythm & Blues Records. Так же, как и более ранние песни Рэя Чарлза «I Got a Woman» и «This Little Girl of Mine», данная песня в качестве истоков использовала стиль госпел, однако характеризуется вполне светским текстом. Песня значительно способствовала популярности Рэя Чарзла, стала весьма известной и впоследствии перепевалась многими знаменитыми исполнителями.
«Hallelujah, I Love Her So» представляет собой своего рода гимн радостным проявлениям любви (в оригинальной версии по ходу развития сюжета оказывается, что речь идёт о любви отца к дочери: «She kisses me and she hold me tight, and tell me „Daddy everything’s all right“» — «Она целует и крепко обнимает меня, и говорит: „Папа, всё хорошо“»). Характерными чертами музыкального оформления являются необычное звучание духовых инструментов и запоминающееся саксофонное соло. Продюсером песни выступил Джерри Уэкслер.

## Кавер-версии
Песня многократно перепевалась многими известными исполнителями (нередко с изменённым названием и текстом). Из наиболее примечательных кавер-версий можно отметить следующие:
- Американский исполнитель Эдди Кокран выпустил кавер-версию песни в виде сингла (с песней «Little Angel» на стороне «Б») в ноябре 1959 года[1]. Данный сингл достиг 22-й позиции в хит-параде UK Singles Chart.
- Группа «Битлз» (во время записи известная как The Quarrymen) записала свою кавер-версию в домашней обстановке (дома у Маккартни; он же исполнил основную вокальную партию) весной-летом 1960 года[2]. Песня некоторое время находилась в концертном репертуаре группы; её живое исполнение в декабре 1962 года в Гамбургском клубе «Star-Club» было опубликовано на альбоме Live! at the Star-Club in Hamburg, Germany; 1962. Оригинальная «домашняя» запись долгое время имела хождение на бутлегах, пока наконец не была выпущена в 1995 году на альбоме Anthology 1, при этом альбомная версия была подвергнута редакции: её слегка ускорили (что привело к повышению звучания на полутон), были опущены второй куплет, средняя секция и несколько небрежное гитарное соло (вероятно, исполненное Харрисоном). В результате этого длина композиции сократилась с 2:22 до 1:13[2][3].
- Известный американский автор и исполнитель Стиви Уандер ещё в очень юном возрасте записал кавер-версию песни, вышедшую на альбоме Tribute to Uncle Ray (1962 год)[4].

Кроме того, в числе известных исполнителей кавер-версии песни можно упомянуть следующих артистов:
| - Пегги Ли (под названием «Hallelujah, I Love Him So») - Элла Фицджеральд (под названием «Hallelujah, I Love Him So»; альбом Rhythm Is My Business) - Конни Фрэнсис (под названием «Hallelujah, I Love Him So») - Ева Кессиди (под названием «Hallelujah, I Love Him So») - Джерри Ли Льюис - Гарри Белафонте (альбом Belafonte Sings the Blues, 1958 год) - The Animals | - Gerry & The Pacemakers - Фрэнк Синатра (альбом My Way, 1969 год) - Британская группа Humble Pie - Бренда Ли (под названием «Hallelujah, I Love Him So») - Джерри Рид - Бен л’Онкль Соул (записал французскую версию под названием «Demain J’Arrête») - Хью Лори (песня вошла в специальное издание альбома Let Them Talk) |  |